# Victor Develay
Pour les articles homonymes, voir Develay.
Victor Nicolas Develay, est un érudit, traducteur, historien et bibliothécaire français, né à Tournus le 27 octobre 1828 et mort le 12 septembre 1902 dans le 12e arrondissement de Paris.

## Biographie
Fils d'un principal de collège, il débuta comme libraire, mais quitta cette profession pour devenir en 1862 bibliothécaire surnuméraire à la Bibliothèque Sainte-Geneviève de Paris. Il y fut ensuite nommé bibliothécaire titulaire et termina sa carrière en 1892.
Il publia de nombreuses publications historiques et se fit connaître comme traducteur d'Érasme dont il traduisit nouvellement l'Éloge de la Folie et les Colloques.
L’Académie française lui décerne le prix Jules-Janin en 1883 pour les Œuvres latines de Pétrarque et en 1887 pour la Correspondance de Pétrarque.

## Publications

### Traductions
Pétrarque,  L'ascension du mont Ventoux, Paris 1880, Librairie des bibliophiles, 40 p. lire en ligne sur Gallica
Pétrarque,Mon secret, ou Du conflit de mes passions, Paris, 1898,  Librairie de la Bibliothèque nationale, lire en ligne sur Gallica
Érasme,  Éloge de la folie, dessins de Hans Holbein, Paris, 1899, Collection  Auteurs célèbresbuteur, 256 p. lire en ligne sur Gallica
Végèce, Traité de l'art militaire, Paris, 1859, J. Corréard, vol. 233 lire en ligne sur Gallica

### Autres publications
La France devant les deux invasions, 1814-1815. Paris,  J. Corréard